# Ustanak u Sowetu
Ustanak u Sowetu, poznat i pod imenom 16. lipnja, bio je niz prosvjeda koje su 16. lipnja 1976. godine organizirali srednjoškolski učenici u gradu Sowetu u Južnoafričkoj Republici. Završio je pucnjavom policije po nenaoružanim civilima.
Procjenjuje se da je u prosvjedima sudjelovalo oko 20 000 učenika, a u policijskoj represiji i pucnjavi stradalo između 176 do 600 civila. Danas se u JAR-u 16. lipnja slavi kao Dan mladih u spomen na ove događaje.

## Povod za prosvjede
Politika apartheida koju je vladajuća bjelačka manjina provodila nad većinskim domorodačkim i nebjelačkim stanovništvom manifestirala se u svim aspektima društva. Tako je zakonom iz 1974. godine započelo uvođenje afrikanerskog jezika u svim crnačkim školama na kojem se trebalo odvijati pola nastave (druga polovica na engleskom jeziku). Pošto je afrikanerski bio jezik vladajuće bjelačke manjine, domorodci su u znak otpora najviše koristili engleski i vlastite domorodačke jezike. Uvođenje afrikanerskog viđeno je kao još jedan instrument otuđivanja domorodaca i njihovog poistovjećivanja s neželjenom vlašću. Jedan od vođa antiapartheidskog pokreta, Desmond Tutu, opisao je da su domorodci afrikanerski jezik vidjeli kao „jezik tlačitelja“.
Situacija je kulminirala 30. travnja 1976., kada su učenici Osnovne škole „Orlando West” počeli štrajkati odbijajući ići u školu.

## Prosvjedi i pokolj
Ujutro 16. lipnja 1976. godine tisuće domorodačkih učenika izašlo je iz svojih škola na Stadion Orlando na demonstracije protiv afrikanerskog jezika. Prosvjede je isplanirao Akcijski komitet predstavničkog vijeća učenika Soweta, a podržali su ih i učitelji lokalnih škola. Planirano je da prosvjedi prođu mirno i bez incidenata.
Nakon početka prosvjednog marša, učenici su vidjeli da je policija blokirala ulicu kojom su planirali nastaviti. Vođa akcijskog komiteta zatražio je od prosvjednika da ostanu mirni i ne provociraju policiju, nakon čega je marš nastavljen drugom ulicom prema osnovnoj školi Orlando. Prema školi je produžila skupina od 3000 do 10 000 učenika.
Prema izjavi policijskog pukovnika Kleingelda (koji je prvi ispalio hitac na učenike) 2006. godine, neki od učenika počeli su bacati kamenje na policajce, dok su drugi nastavili marširati. Kleingeld je prvi ispalio hitac, što je uzrokovalo paniku i kaos. Učenici su počeli bježati na sve strane, te su i ostali policajci otvorili paljbu.
Jedan od prvih ustrijeljenih bio je 13-godišnji Hector Pieterson, koji je podlegao ozljedama. Postao je simbol događaja u Sowetu. Među poginulima je bilo i dvoje bijelaca, od kojih je jedan bio dr. Melville Edelstein, koji je život posvetio poboljšanju životnih uvjeta za crnce.
Policija je nakon pucnjave pustila pse na maloljetnike, koji su odgovorili kamenovanjem pasa. Policajci su nakon toga pucali izravno ciljajući u djecu.
Neredi i prosvjedi potrajali su do sumraka istog dana, iako su policijske ophodnje obilazile četvrt i sljedeći dan.
Obično se procjenjuje da je broj ubijenih bio između 176 do 600 ljudi. Izvorni vladini dokumenti tvrdili su da je u pucnjavi smrtno stradalo samo 23 učenika. Broj ranjenih procenjuje se na više od tisuću.

## Posljedice
Prosvjedi i pokolj u Sowetu potvrdili su vodeću ulogu Afričkog nacionalnog kongresa u borbi za oslobođenje domorodačkog stanovništva (ANK je tvrdio da se rasistička vlada ne može ukloniti miroljubivim metodama, nego samo oružanom borbom). Događaji u Sowetu označili su dolazak borbe oporbe direktno na tlo Južnoafričke Republike, jer se borba dotad vodila samo iz susjednih država, uglavnom u Rodeziji, Jugozapadnoj Africi (Namibija) i Angoli.
Južnoafrička vlada je ubrzo na području JAR-a pokrenula osnivanje bantustana, grupe nominalno nezavisnih domorodačkih država, čin kojim je htjela prikazati navodnu podršku samoopredjeljenja domorodačkog stanovništva. Bantustani su zapravo bili satelitske države JAR-a i nijedna druga država u svijetu ih nije priznala.
Vijeće sigurnosti Ujedinjenih naroda izglasalo je Rezoluciju 392, kojom je osuđen pokolj i režim apartheida.

## Unutarnje poveznice
- Hector Pieterson
- Pokolj u Sharpevilleu

## Vanjske poveznice
- Guardian Unlimited audio recording of Antoinette Sithole on the Soweto uprising  Arhivirana inačica izvorne stranice od 11. kolovoza 2011. (Wayback Machine)
- Soweto Uprising (2007) at the Internet Archive
- BBC video of the Soweto uprisings
- "S. Africa marking Soweto uprising" - BBC
- Guardian Unlimited audio recording of Antoinette Sithole (Pieterson) on the Soweto uprising
- An extensive mashup with info on the events on 16 June 1976
- Youth and the National Liberation Struggle 1894-1994 South African History Online
- Helena Pohlandt-McCormick. "I Saw a Nightmare…" Doing Violence to Memory: The Soweto Uprising, 16 June 1976 Columbia University Press, 2005